# Adolf Ditlev Jørgensen
Adolf Ditlev Jørgensen, född 11 juni 1840 i Sundeved, Schleswig, död 5 oktober 1897, var en dansk historiker.

## Biografi
Jørgensen tog 1857 abiturientexamen på reallinjen i Flensburg med mål att bli teknolog. Han var biträdande lärare i lärdomsskolan i Flensburg 1863, men flyttade därifrån 1864 till Köpenhamn, där han ägnade sig åt att studera Danmarks historia, med inriktning på medeltiden. År 1869 blev han assistent och 1874 fullmäktig i Kongerigets arkiv, 1883 geheime och 1889 riksarkivarie. Han genomförde sammanslagningen av Gehejmearkivet och Kongerigets arkiv till ett arkiv, Rigsarkivet, utverkade lagen av 1889 om arkivväsendet i Danmark och ledde därefter upprättandet av tre nya provinsarkiv.
Vid sidan utvecklade han en mycket omfattande litterär verksamhet och hann skriva ett antal böcker samt en mängd mindre avhandlingar, varav flera tillhör hans mer kända arbeten.
Jørgensen kände starkt för att uppehålla intresset för den Sønderjylländska saken, tog initiativ till bildande av så kallade "sønderjydske foreninger" och anordnade utgivandet av "Sønderjydske aarbøger" (sedan 1889, i Flensburg).

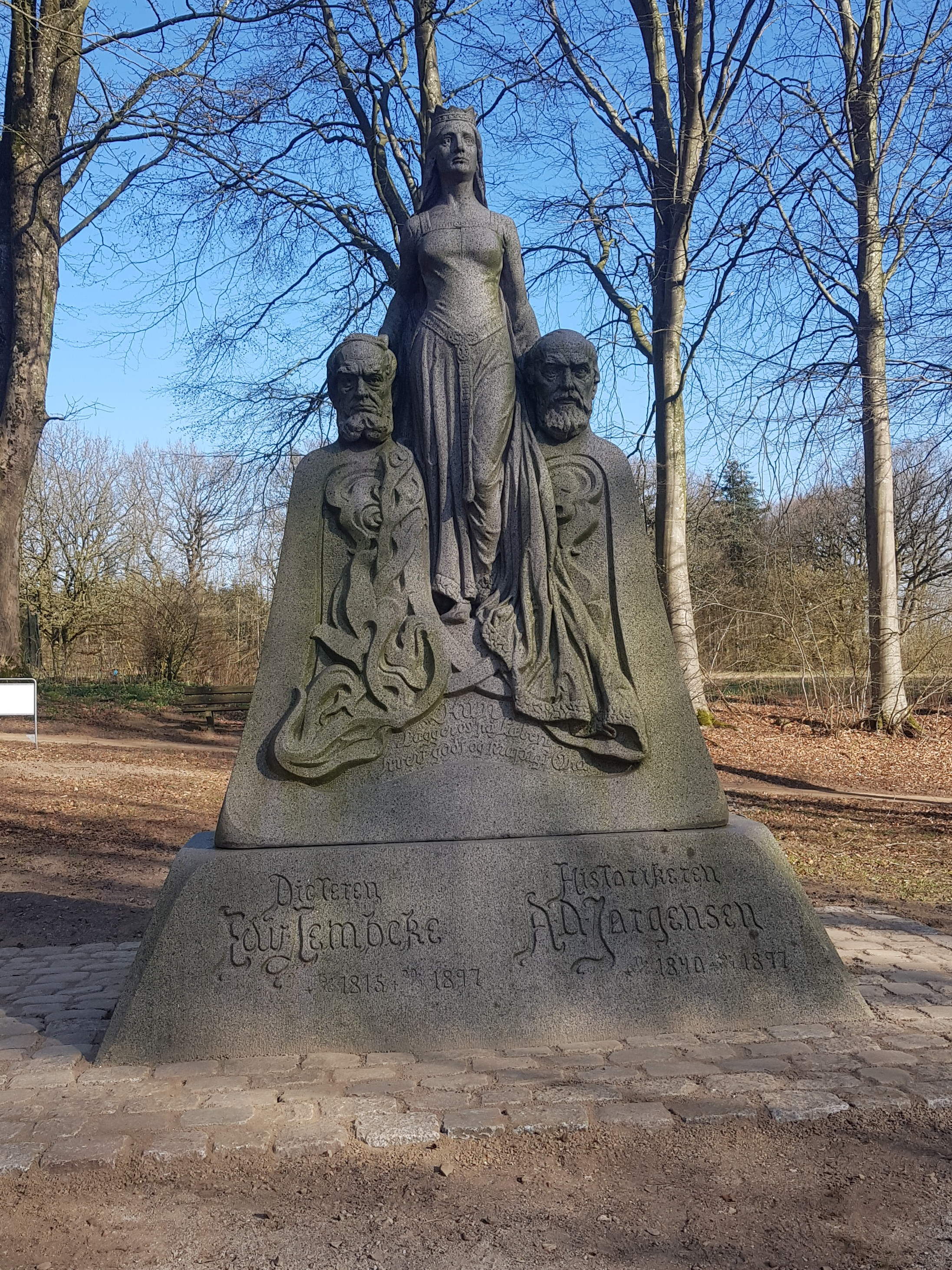
Minnesmärke i Skibelund Krat